# Cuerpo de Patricios Santiagueños

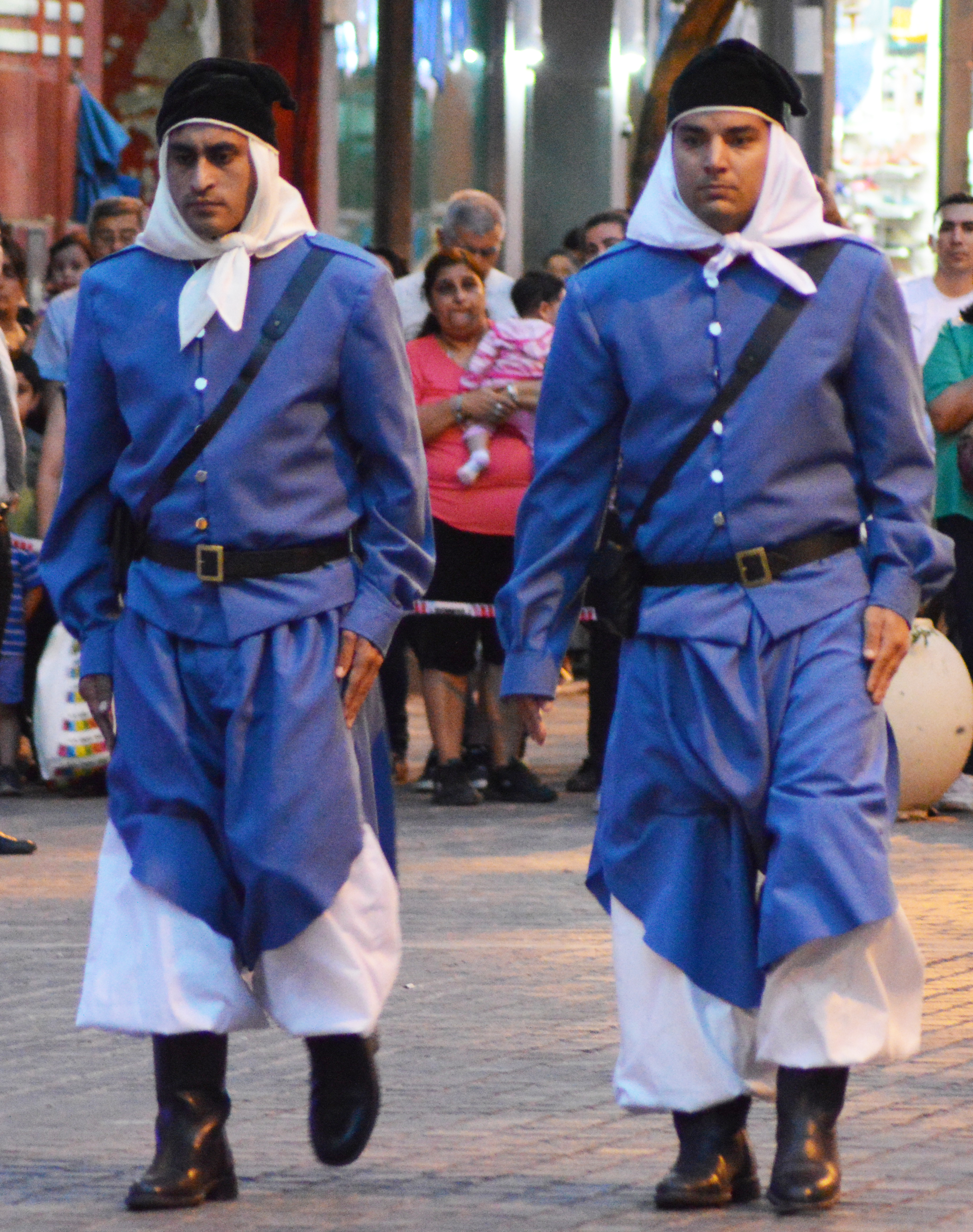
Patricios Santiagueños.

El Cuerpo de Patricios Santiagueños, o antiguamente conocido como Batallón de Patricios Santiagueños, es una unidad de la policía de la provincia de Santiago del Estero (Argentina), cuya función actual es la custodia del edificio del Centro Cultural del Bicentenario y servir de guardia de honor en los actos oficiales del gobierno de la provincia.
Esta división fue creada originalmente en octubre de 1810 por Juan Francisco Borges, como una milicia urbana local para apoyar la Revolución de Mayo. Posteriormente se incorporó al Ejército del Norte durante la primera expedición auxiliadora al Alto Perú. Años más tarde, el batallón formó parte de las tropas federales que combatieron en la Guerra del Brasil y en la Batalla de Pozo de Vargas. En 1920 pasaron a integrar las milicias federales de la provincia.
En el año 2010, por decreto del gobernador de la provincia, Gerardo Zamora, se creó la “Guardia de Honor de Patricios Santiagueños”, con motivo de los actos de la Autonomía Provincial. Dicho escuadrón de la policía hoy recrea la histórica milicia urbana de Santiago del Estero.

## Historia

### SigloXIX

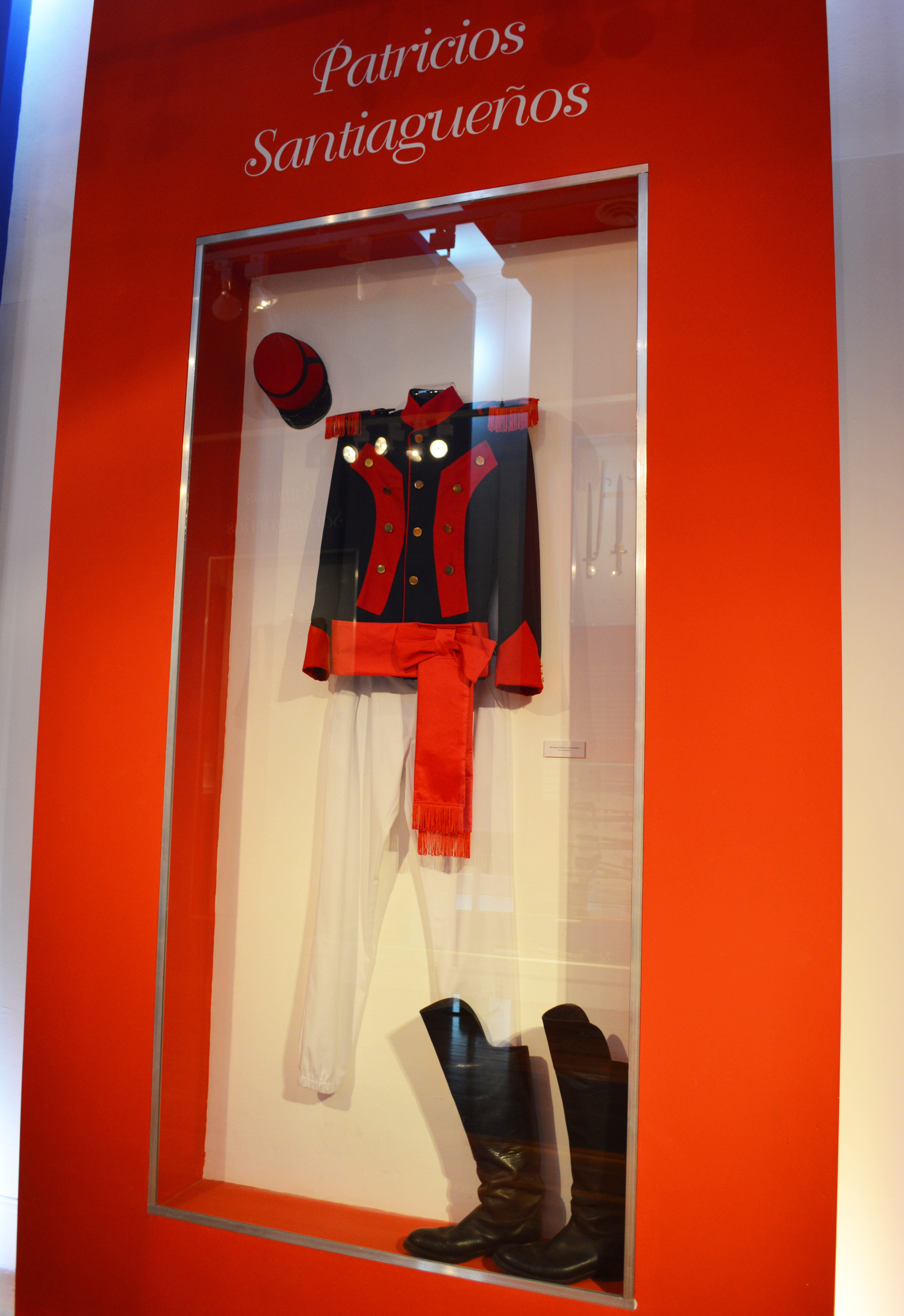
Uniforme de gala exhibido en el Centro Cultural del Bicentenario de Santiago del Estero

Meses después de la Revolución de Mayo, más precisamente en agosto de 1810, Hipólito Vieytes encomendó al comandante de armas de Santiago del Estero, Juan Francisco Borges, que reclutara soldados para un Ejército Patrio. Vieytes y Borges habían trabado amistad en Buenos Aires, y conociendo el espíritu e iniciativa de Borges, fue que le hizo ese pedido. Borges respondió y actuó inmediatamente formando un batallón de 317 soldados provenientes de todo el territorio de Santiago del Estero. Ofreció a proveer los uniformes tomando él a su cargo ese gasto y su entrenamiento.
El 23 de agosto de 1810 arribó a Santiago del Estero el capitán Domingo Albariño, enviado por Francisco Ortiz de Ocampo. Borges lo recibió y le dio alojamiento en su casa. Con su ayuda comenzaron a organizar el cuerpo militar santiagueño. El Cabildo de Santiago del Estero se ocupó de reunir fondos y animales: caballos, mulas y reses para alimentación. Toda la comunidad sin excepciones,  inclusive los españoles residentes, fue solidaria y los ciudadanos aportaron donaciones con hondo patriotismo, en dinero y en especie, en la medida de sus posibilidades. Algunos, como el comandante José Cumulat de Espolla y el sargento mayor Pedro J. Ávila, ofrecieron a sus hijos jóvenes Pedro y Francisco, respectivamente, como soldados. José de Frías puso a disposición de la expedición su tropa de carretas para conducir parte del armamento. José M. Achával, Germán Lugones (padre del joven oficial patriota Lorenzo Lugones) y Fernando Beltrán aportaron mulas y caballos. Domingo de Palacio conjuntamente con Francisco S. Paz tomaron a su cargo el cuidado y control de gastos de las postas. Francisco Lami preparó ocho carretas para la artillería. El vicario Francisco Ibáñez, desde la capilla, levantaba donativos. Muchas familias aportaron también dinero. Se juntó la suma de $517 y se calcula que Borges aportó $5000 en equipamiento.
Se alistaron oficiales como Juan Felipe Ibarra, Lorenzo Lugones, Juan J. Giménez, Pedro Domingo Isnardi, Gabino Ibáñez, José Cumulat, Gregorio Iramaín, Félix Goncebat, Juan B. López y Agustín Medina. Los Patricios Santiagueños fueron incorporados al Regimiento N° 6 de Infantería del Ejército del Norte.
Este batallón era comandado por Borges, con el grado de teniente coronel, que le confiriera la Primera Junta. Estaba constituido por tres compañías. La primera al mando de Manuel del Castaño, la segunda al mando de Pedro Díaz Gallo, y la tercera de Pedro Pablo Gorostiaga. Tenía un capellán, Manuel de Ispizúa.
De esta manera, Santiago del Estero fue la primera provincia que no solo ofreció, sino que además tuvo lista, tres compañías para el Ejército del Norte, levantadas y organizadas por la patriótica actividad del comandante Juan Francisco Borges. Los altos mandos reconocieron que hasta ese momento era el mejor cuerpo que integraba dicho ejército.

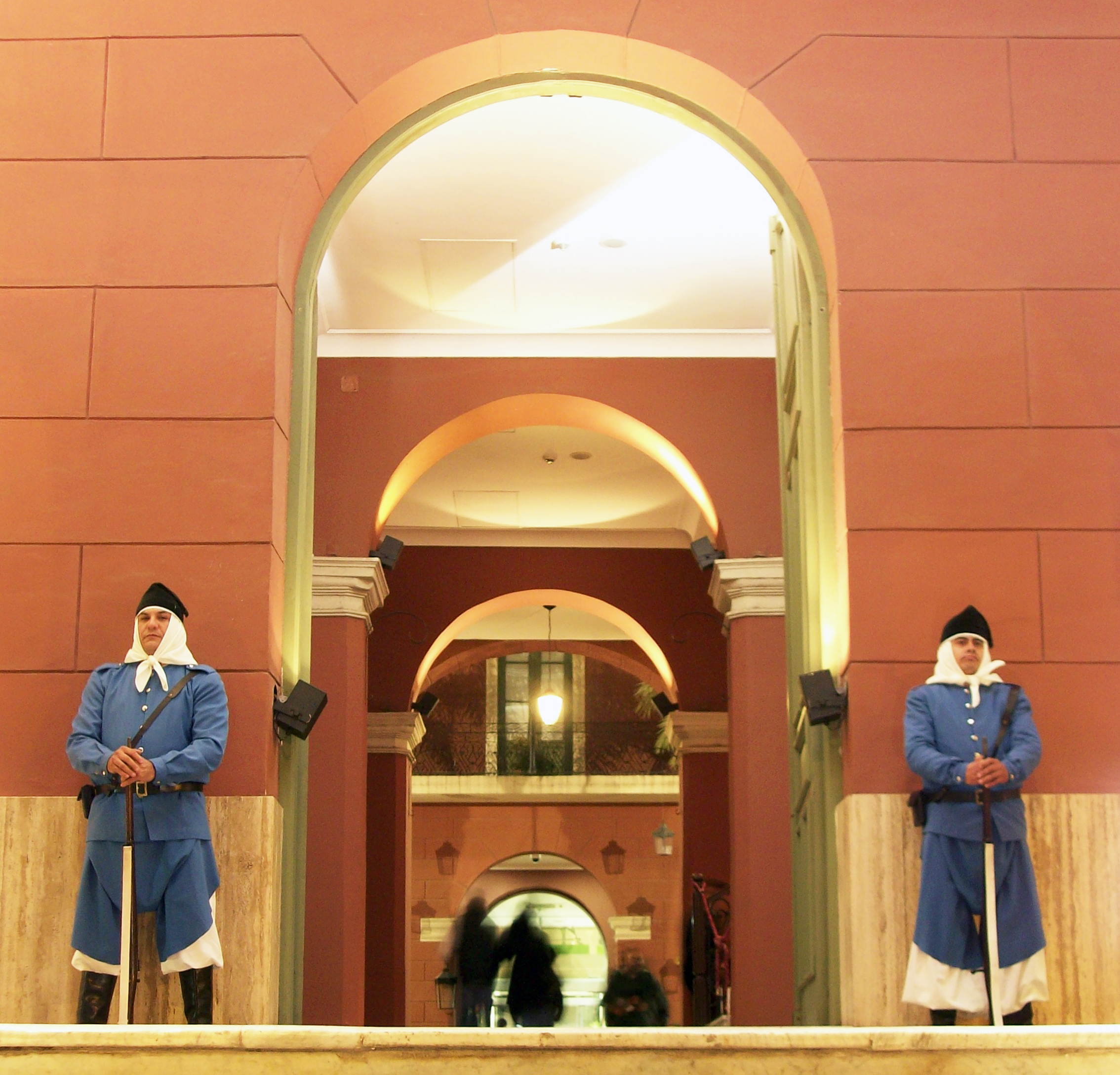
Patricios Santiagueños realizando guardia de honor en el Centro Cultural del Bicentenario de Santiago del Estero, Argentina.

El 19 de octubre de 1810 partió el Ejército desde Santiago del Estero hacia Tucumán. En la batalla de Tucumán, el 24 de septiembre de 1812, participaron contra los ejércitos españoles todos los pueblos del Norte, y entre ellos el Batallón de Patricios Santiagueños de Borges.
Durante las guerras civiles argentinas, las tropas santiagueñas fueron absorbidas por las fuerzas que defendían la causa federal, en un principio comandadas por Juan Felipe Ibarra y a partir de la segunda mitad del siglo XIX por Antonino Taboada.

### sigloXXI
En el año 2010, el gobernador de Santiago del Estero, Gerardo Zamora, creó mediante un decreto la “Guardia de Honor de Patricios Santiagueños”, a partir de un escuadrón de la policía de la provincia que recrea la milicia urbana de Santiago del Estero formada en 1810. Actualmente su función consiste en custodiar el edificio del Centro Cultural del Bicentenario de Santiago del Estero (CCB) y participar como guardia de honor en todos los actos oficiales de la provincia.
El CCB cuenta con una exhibición permanente en la Sala de Armas del Museo Histórico “Orestes Di Lullo”, donde sus visitantes pueden apreciar la historia, armas, uniformes y elementos de las milicias santiagueñas, entre ellos, los Patricios Santiagueños.
En octubre de 2014, la unidad fue condecorada con la corbata de la Orden del Camino de Santiago, ya que la división protege desde su creación a quienes transitan los caminos de peregrinación.